# アル・シェア
株式会社アル・シェアは、日本の芸能事務所。日本声優事業社協議会会員。主に声優のマネジメントを行っている。

## 概要
2012年4月2日より「株式会社同人舎」として設立。吹き替え、アニメ、ゲーム、ナレーション、CMなど幅広く展開している。
2013年より付属養成所D-eX（ディクス）を開講。2015年10月1日より、現社名へと変更。
2016年には福岡県福岡市に支所を開設。
2021年4月にシオンと業務提携。
2023年4月には北海道札幌市に支所を開設。
2024年9月1日、東京本社を東京都新宿区高田馬場から、東京都荒川区西日暮里へ移転。

## 所属声優
2024年9月時点

### 東京本社

#### 男性（正所属）
| あ行 - 新木俊介 - 石川匠 か行 - 賀來俊胤 - 櫛淵雅之 さ行 - 斉藤康史 - 佐藤達也 - 杉本大介 | た行 - 田邉安彦 な行 - 中之薗遼 は行 - 箱崎翔 - 古澤文教 | ま行 - 松嶋潤 - 丸山エレキ - 三好晃祐 や行 - 吉崎亮太 |

#### 女性（正所属）
| あ行 - 赤馬せんり - 安芸けい子 - 麻生さき - 阿部文香 か行 - 片浦寛子 - 金村明日香 - 小南菜々花 - 小島ゆい さ行 - 篠崎愛 - 柴田かおり - 小路文子 - 鈴木千菜実 | た行 - 天道光香 は行 - 早川昌佐 - 春月もえか - 藤原真聖 - 本間理奈 | ま行 - まかべゆみ - 三嵜かなえ や行 - 柚村碧里 わ行 - 脇本和恵 |

#### 男性（準所属）
- 小倉夢輝
- 桐原直斗
- 古藤太郎丸
- 後藤健太
- 下屋尚仁
- 清水優生
- 鈴木重政
- 中村真己人
- 中澤爽
- 西田雄紀
- 比嘉琢斗
- 藤井悠瑚
- 藤枝周平
- 山岸興平
- 若月証

#### 女性（準所属）
- 藍原麻絢
- 藍沢聖菜
- 秋月都花
- 池内清香
- 石井優花
- 石原みゆ
- 鹿宮すず
- 栗田莎久
- 佐藤真実
- 島本諒子
- 白石佑季
- たちもりちかげ
- 紡木しずく
- ながともユウ
- 似鳥翔子
- 羽澄千奈
- 馬場紅莉
- ひうらひよこ
- 真須遠子
- 深白里奈
- 宮本夏実
- 萌成潤
- 矢部仁美

#### 業務提携
- 岩尾良二
- 深森らえる

### 福岡支店

#### 男性（正所属）
- 尾堂智也
- ともいちろー
- 堀陽一郎

#### 男性（準所属）
- 佐藤龍
- 橘橙
- 杉邑拓斗
- 森田寛

#### 女性（正所属）
- 有馬あいか
- 葛西望
- 谷口友紀

#### 女性（準所属）
- 綾野結月
- 遠理あめ
- 榛野ハルヤ
- 松尾伊織
- 毛利亜理沙

### 札幌支店

#### 男性
- 笹山和樹

#### 女性
- ささやまさや

## かつて所属していた主な声優

### 男性
- 岡林史泰（現所属：フォレストリンク）
- 岡本未来（フリー）
- 柏士文(フリー)
- 坂巻亮侑（フリー）
- 寺田明正（フリー）
- 野澤英義（現所属：フォレストリンク）
- 本多諒太（現所属：マウスプロモーション）
- 藤原満（現所属：A-CAT）
- 森田則昭（現所属：フォレストリンク）

### 女性
- 赤星真衣子（現所属：フォレストリンク）
- 鴨池彩乃（現所属：CDCプロダクション）
- 篠田有香（現所属：フォレストリンク）
- 杉村ちか子
- 高木遥香（現所属：フォレストリンク）
- みやままり
- むらかみゆりえ
- 山石さとみ（フリー）
- 結月春菜
- 若林直美（現所属：フォレストリンク）

### 業務提携
- 那須めぐみ（現所属：ケッケコーポレーション）

## アル・シェアから独立した芸能事務所
- フォレストリンク（2018年）